# Bouvardia xestosperma
Bouvardia xestosperma là một loài thực vật có hoa trong họ Thiến thảo. Loài này được (B.L.Rob. & Greenm.) Terrell & S.D.Koch mô tả khoa học đầu tiên năm 1994.